# Långgölen (Misterhults socken, Småland)
Långgölen är en sjö i Oskarshamns kommun i Småland och ingår i Marströmmen-Viråns kustområde.